# ماکسیمیلیان نیوبرگر
ماکسیمیلیان نیوبرگر (انگلیسی: Maximilian Neuberger؛ زادهٔ ۲۳ مارس ۲۰۰۰) بازیکن فوتبال است.